# Neophaeus chalcospilans
Neophaeus chalcospilans är en fjärilsart som beskrevs av Dyar 1918. Neophaeus chalcospilans ingår i släktet Neophaeus och familjen nattflyn. Inga underarter finns listade i Catalogue of Life.